# Comitê de Estado-Maior Operacional Conjunto
O Comitê de Estado-Maior Operacional Conjunto (em francês:  Comité d’état-major opérationnel conjoint), também conhecido pela sigla Cémoc, é um órgão criado em abril de 2010 no qual participam Argélia, Mali, Mauritânia e Níger para coordenar a cooperação militar e realizar operações militares conjuntas para lidar com o tráfico de armas pesadas, tráfico de drogas, sequestros e a instabilidade da região do Sahel.
Tem a sua sede em Tamanrasset, no sul da Argélia, e um centro de informação em Argel.
Foi estabelecido para realizar uma reunião semestral.

## Contexto
Depois de enfrentar uma guerra civil e a ascensão do terrorismo islamista na década de 1990, a Argélia desconfia do papel da França como antiga potência colonizadora na luta contra o terrorismo no Sahel e questiona sua presença militar na área. Tampouco aceita envolver Marrocos com quem mantém aberta uma disputa pela liderança no Magrebe tendo como pano de fundo o conflito no Saara Ocidental.

## Crítica
Frequentemente nos meios de comunicação franceses destaca-se a falta de eficácia desse órgão, o que contrasta com a criação em 2014 do G5 do Sahel, do qual a Argélia não participa.